# Palpelius beccarii
Palpelius beccarii là một loài nhện trong họ Salticidae.
Loài này thuộc chi Palpelius. Palpelius beccarii được Tord Tamerlan Teodor Thorell miêu tả năm 1881.